# Hans-Jörg Criens
Hans-Jörg Criens (Neuss, 1960. december 18. – 2019. december 26.) nyugatnémet olimpiai válogatott német labdarúgó, csatár.

## Pályafutása
1980 és 1993 között a Borussia Mönchengladbach, 1993 és 1995 között az 1. FC Nürnberg labdarúgója volt.
1987-ben egy alkalommal szerepelt a nyugatnémet olimpiai válogatottban.

## Sikerei, díjai
Borussia Mönchengladbach
- Német kupa (DFB Pokal)
  - döntős (2): 1984, 1992